# تاکاشی یوشیکاوا
تاکاشی یوشیکاوا (انگلیسی: Takashi Yoshikawa؛ زادهٔ ۲۹ نوامبر ۱۹۹۴) بازیکن هاکی روی چمن اهل ژاپن است.